# Hoffmannihadrurus gertschi
El alacrán o escorpión peludo gigante (Hoffmannihadrurus gertschi) es un arácnido perteneciente a la familia Caraboctonidae del orden Scorpiones. Esta especie fue descrita por Soleglad en 1976. El nombre del género Hoffmannihadrurus es en honor al aracnólogo mexicano Carlos C. Hoffmann (1876-1942) por sus contribuciones al conocimiento de los escorpiones mexicanos. El nombre específico gertschi es patronímico en honor de Willis J. Gertsch aracnólogo estadounidense.

## Clasificación y descripción
Es un alacrán perteneciente a la familia Caraboctonidae del orden Scorpiones. Es una especie color oscuro, de talla grande, la cual se distingue por los siguientes caracteres: terguitos y caparazón de color marrón oscuro, cauda y pedipalpos color naranja; área interocular del caparazón ligeramente más clara que los aspectos posteriores, pero no en contrastante; quillas inferiores de la cauda con líneas gruesas de color claro a rojo oscuro; área interocular de caparazón suave y pulida en la hembra; con ligera granulación en el macho; carapacho con borde anterior conspicuamente convexo, típico del género; aproximadamente 24 setas sobre o cerca del borde anterior; tubérculo medial situado en la parte media; ocupando aproximadamente una quinta parte del ancho del carapacho; terguitos generalmente brillantes con gránulos afilados en los aspectos laterales posteriores; quillas del terguito VII borrosas esencialmente por granulación densa; esternitos lisos con largos estigmas de hendidura; un par de débiles y lisas quillas en el último esternito; pectinas estructuradas típicamente como en el género Hadrurus; número de dientes pectinales 31/31; opérculo genital esencialmente separado en su totalidad; completamente endurecido (esclerotizado) equipado con cuatro o cinco setas cortas de color rojo en la mitad posterior. Las papilas genitales no están presentes; quelíceros con dentición típica del género con un gran dentículo robusto en medio del borde proximal ventral del dedo móvil; pedipalpos grandes, con setas largas visibles en las caras internas del fémur y la tibia; carinas femorales de crenuladas a dentadas excepto para la carina externa ventral que es redondeada; cara dorsal, interna y externa lisa, cara ventral con la línea de gránulos en el aspecto proximal, carina dorsal interna con tibia crenulada, dorsal externa lisa, ventral interna con gránulos dentados muy distantes, ventral externa de rugosa a lisa.

## Distribución
H. gertschi es una especie endémica de México encontrándose en el estado de Guerrero principalmente y con algunos registros en el estado de Oaxaca.

## Hábitat
Se les puede encontrar en lugares con vegetación de bosque tropical caducifolio a 857 m s. n. m. Las madrigueras de H. gertschi, están conformadas por una entrada elíptica (más ancha que alta) y presentan un túmulo bien diferenciado cuando se encuentra activa. Presentan un túnel conformado por una sección en el caso de los juveniles o dos secciones en estadios V a adulto. Típicamente se encuentra en la parte final del túnel una cámara más grande, la cual además de servir para que el organismo pueda dar vuelta, funge como lugar de alimentación y de refugio para las crías.

## Estado de conservación
Esta especie de escorpión no se encuentra dentro de ninguna categoría de riesgo en las normas nacionales o internacionales.